# Haas VF-17
El Haas VF-17 es un monoplaza de Fórmula 1 diseñado por Haas F1 Team para competir en la Temporada 2017 de Fórmula 1. La unidad de potencia, el sistema de transmisión de ocho velocidades y el sistema de recuperación de energía son los que usa la Scuderia Ferrari. El coche es conducido por el francés Romain Grosjean y el danés Kevin Magnussen.

## Presentación
El VF-17 se mostró en un evento en el Circuito de Barcelona-Cataluña por primera vez el 26 de febrero de 2017.

## Datos
El VF-17 fue conducido por Antonio Giovinazzi en los entrenamientos libres del Gran Premio de Gran Bretaña y Gran Premio de Hungría de 2017.

## Resultados
(Clave) (negrita indica pole position) (cursiva indica vuelta rápida)
| Año  | Motor                | Neu. | N.º | Pilotos         | 1   | 2   | 3   | 4   | 5   | 6   | 7   | 8   | 9   | 10  | 11  | 12  | 13  | 14  | 15  | 16  | 17  | 18  | 19  | 20  | Puntos | Pos. |
| ---- | -------------------- | ---- | --- | --------------- | --- | --- | --- | --- | --- | --- | --- | --- | --- | --- | --- | --- | --- | --- | --- | --- | --- | --- | --- | --- | ------ | ---- |
| 2017 | Ferrari 062 V6 Turbo | P    |     |                 | AUS | CHN | BHR | RUS | ESP | MON | CAN | AZE | AUT | GBR | HUN | BEL | ITA | SIN | MYS | JPN | USA | MEX | BRA | ABU | 47     | 8º   |
| 2017 | Ferrari 062 V6 Turbo | P    | 8   | Romain Grosjean | Ret | 11  | 8   | Ret | 10  | 8   | 10  | 13  | 6   | 13  | Ret | 7   | 15  | 9   | 13  | 9   | 14  | 15  | 15  | 11  | 47     | 8º   |
| 2017 | Ferrari 062 V6 Turbo | P    | 20  | Kevin Magnussen | Ret | 8   | Ret | 13  | 14  | 10  | 12  | 7   | Ret | 12  | 13  | 15  | 11  | Ret | 12  | 8   | 16  | 8   | Ret | 13  | 47     | 8º   |